# M5 (Молдова)
Национальная скоростная автомобильная дорога общего пользования M5 (рум. Drumul public național expres M5), ранее называемая M14 (в советское время), является самой длинной дорогой в Молдове, протяженностью 370 км (230 миль), идущей с севера на юго-восток. Имея статус национальной дороги, она также является одним из наиболее важных маршрутов, поскольку обеспечивает доступ к трем крупнейшим городам Молдовы в пределах её международно признанных границ: Бельцы (также второй международный аэропорт Молдавии - Бельцы-Лядовены), Кишинёв и Тирасполь. Она является частью европейских маршрутов E58, E581 и E583 международной сети дорог E.